# Hermann Kant
Hermann Kant (ur. 14 czerwca 1926 w Hamburgu, zm. 14 sierpnia 2016 w Neustrelitz) – niemiecki pisarz. 
W 1967 został laureatem Nagrody Heinricha Manna.

## Dzieła
- Ein bisschen Südsee, opowiadania, 1962
- Die Aula, powieść, 1965
- Das Impressum, powieść, 1972
- Eine Übertretung, opowiadania, 1975
- Der Aufenthalt, powieść, 1977
- Der dritte Nagel, opowiadania, 1981
- Bronzezeit, opowiadania, 1986
- Abspann, wspomnienia, 1991
- Kormoran, powieść, 1994
- Okarina, powieść, 2002
- Kino, powieść, 2005

## Opracowania
- Die Akte Kant. IM "Martin", die Stasi und die Literatur in Ost und West, hrsg. v. Rüdiger Dammann, Frank Strickstrock u. Karl Corino. Reinbek bei Hamburg: Rowohlt Taschenbuch Verl. 1995.
- Leonore Krenzlin: Hermann Kant, Leben und Werk. 3. Aufl. Berlin: Volk u. Wissen 1988. (= 	Schriftsteller der Gegenwart; 7)
- Angelika Reimann: Die Reflexionsgestaltung in den Romanen "Der Wundertäter, zweiter Band", "Der Aufenthalt" und "Kindheitsmuster". Charakter, Formen und Funktionen. Leipzig: Pädag. Hochsch. Diss. A 1982.
- Bernd Schick: Persönlichkeitskonzeption und Roman. Zur Tendenz der Persönlichkeitsdarstellung in der Romanliteratur der DDR in der zweiten Hälfte der siebziger Jahre. Berlin: Humboldt-Univ., Diss. A 1981.
- Helga Tille: Die künstlerische Gestaltung der Dialektik von Individuum und Gesellschaft im Erzählwerk Hermann Kants; untersucht an Entwicklung und Entfaltung der Geschichtskonzeption des Autors. Erfurt, Mühlhausen: Pädag. Hochsch. Diss. B 1984.